# إدوارد كروغ
إدوارد كروغ هو لاعب كرة قدم روسي، ولد في 21 مايو 1991. لعب مع دينامو بارنول وسيبير نوفوسيبيريسك.

## وصلات خارجية
- إدوارد كروغ على موقع قاعدة بيانات كرة القدم.إي يو (الإنجليزية)
- إدوارد كروغ على موقع Soccerway.com (الإنجليزية)